# طواف جاوة الشرقية
طواف جاوة الشرقية (بالإنجليزية: Tour de East Java)‏ هو سباق دراجات هوائية، من صنف سباق المرحلة ‏، أقيم في شهر سبتمبر من 2005 إلى 2014 في إندونيسيا.

## قائمة الفائزين
| السنة | الفائز                | الثاني          | الثالث                |
| ----- | --------------------- | --------------- | --------------------- |
| 2005  | أحد كاظمي             | بول غريفين      | روبن ريد              |
| 2006  | قادر مزباني           | حسين عسكري      | Yasutaka Tashiro ‏     |
| 2007  | Björn Glasner ‏        | جاي كروفورد     | حسين عسكري            |
| 2008  | قادر مزباني           | أحد كاظمي       | جاي كروفورد           |
| 2009  | Andrey Mizurov ‏       | قادر مزباني     | حسين عسكري            |
| 2010  | حسين علي زاده         | Sascha Damrow ‏  | Hari Fitrianto ‏       |
| 2011  | Hossein Jahanbanian ‏  | رونالد يونغ ‏    | حسين علي زاده         |
| 2012  | Ivan Tsissaruk ‏       | Lee Rodgers ‏    | Eko Bayu Nur Hidayat ‏ |
| 2013  | José Vicente Toribio ‏ | Hari Fitrianto ‏ | دايفيد كلارك ‏         |
| 2014  | قادر مزباني           | جون إبسن        | Amir Kolahdouz ‏       |

## وصلات خارجية
- الموقع الرسمي
- لمحة عن سباق طواف جاوة الشرقية على موقع  ProCyclingStats   (برو  سايكلنج  ستاتس) - إحصاءات  محترفي  الدراجات.

- طواف جاوة الشرقية على موقع إحصائيات الدراجات الإحترافية (الإنجليزية)